# Francisco Bonnín Guerín
Francisco Bonnín Guerín (Santa Cruz de Tenerife, 1874 – Barcelona, 1963) fue un pintor acuarelista y decorador.

## Biografía
Fue el fundador de la Asociación de Acuarelistas Canarios (1944), muchos de cuyos miembros siguieron la estela de su técnica y obtuvieron varios premios nacionales. Los paisajes campesinos, las flores, el Teide, plazas y marinas, numerosos rincones del Puerto de la Cruz, calles de diferentes pueblos de Tenerife y variados edificios rústicos fueron los principales motivos de sus obras. Bonnín, sin embargo, reprodujo pocas figuras humanas, como la mora. La emblemática enciclopedia Natura y Cultura de las Islas Canarias asegura que Bonnín “recorrió palma a palmo los lugares más típicos” de la isla, y añade que “las gentes al verlo engalanaban sus casas con las mejores plantas y flores”.
Comenzó su formación artística en su ciudad natal de mano de Ubaldo Bordanona y Felipe Verdugo allá por el año 1886, cuando sólo contaba con doce años. La primera vez que mostró su obra fue en una exposición organizada por la Real Sociedad Económica de Amigos del País de Tenerife en 1892. Seis años más tarde debido a su ingreso en la Academia de Artillería como cadete tuvo que trasladarse a Segovia donde conoció a Daniel e Ignacio Zuloaga, entre otros, que lo animaron a exponer en La Granja de Segovia. La extremada sensibilidad demostrada por Bonnín en el tratamiento del color que recuerda en cierta manera a Juan Arencibia, se vio influenciada por el artista alemán Bruno Brandt, que estuvo en Tenerife, y le introdujo una técnica más libre, con pinceladas más sueltas, además de una novedosa visión sobre la naturaleza. También influyeron mucho en su concepción de la aguada diferentes artistas británicos que residieron en el Puerto de la Cruz.
Fue en 1908 cuando se licenció como teniente de artillería y se integró en la vida cultural tinerfeña. Allí contribuyó en la fundación del Círculo de Arte y del Círculo de Escritores y Artistas. Seis años después fue destinado a Larache (Marruecos español), hasta que lo trasladan Gerona, donde realizó varias exposiciones e ingresó en la Agrupación de Acuarelistas Catalanes. En 1927 se inauguró el Círculo de Bellas Artes de Santa Cruz, del que fue presidente. En 1928 dirigió el proyecto del Pabellón Canario en la Exposición Universal de Sevilla. Algunos de sus paisajes fueron adquiridos por la infanta Isabel. Como decorador destaca la ornamentación que realizó al óleo en la sala de baile del Casino de Tenerife. Tras su retirada del ejército y su renuncia a la presidencia del Círculo de Bellas Artes de Santa Cruz en 1935, realizó varias exposiciones. También fue el promotor del Primer Salón Nacional de la Acuarela en la capital tinerfeña en 1950. Murió en 1963.
Como se mencionó anteriormente, constituyó la Agrupación de Acuarelistas Canarios, surgida bajo su amparo e infujo. Esta agrupación alcanzó un alto reconocimiento fuera de las islas, llegando muchos de sus miembros más importantes a obtener premios nacionales de acuarela. Destacaron entre otros; José Comas Quesada, Alberto Manrique, etc.